# .zw
.zw (zimbabwe) és l'actual domini de primer nivell territorial (ccTLD) de Zimbàbue.
Encara que a la llista del whois d'IANA no hi surt cap web de registre, almenys els registres .co.zw les gestiona l'Associació de Proveïdors de Servei Internet de Zimbàbue (ZISPA), els estatuts de la qual indiquen que un dels objectius fundacionals de l'organització era gestionar el domini .zw.
Els registres .ac.zw els tramita la Universitat de Zimbàbue (Arxivat 2006-11-22 a Wayback Machine.). Les sol·licituds les gestiona el Centre Informàtic (Arxivat 2006-11-22 a Wayback Machine.) d'aquesta institució. Com a norma general, els registres .ac.zw estan reservats per a institucions acadèmiques.
Els registres .org.zw els tramita el proveïdor de telefonia fixa del país, TelOne. La intenció és que els utilitzin les ONG, particulars, i d'altres organitzacions, però no és clar que hi hagi restriccions.